# Jaroslav Šafařovič
Jaroslav Šafařovič (27. března 1866 Písek – 13. července 1937 Praha) byl český divadelní intendant, v letech 1922–1931 ředitel Národního divadla v Praze.

## Život
Vystudoval gymnázium v Písku, právnické vzdělání získal na České Karlo–Ferdinandově univerzitě, kde získal doktorát v roce 1889. Stal se úředníkem zemského výboru. V roce 1902 se stal tajemníkem intendance ND, v letech 1918 až 1927 i tajemníkem intendance pro Německé zemské divadlo. Po odchodu Gustava Schmoranze v roce 1922 byl jmenován ředitelem Národního divadla. Jeho úkolem v této funkci byly především ekonomické a personální záležitosti. Byl znám svým korektním jednáním a tím, že do ryze uměleckých záležitostí divadla nezasahoval a ponechal je v kompetenci Dr. Karla Huga Hilara (činohra) a Otakara Ostrčila (opera).

### Rodinný život
Dne 3. dubna 1909 se v Praze oženil s Pavlínou Fridrichovou (* 1880). Jejich syn Jaroslav (* 1910) předčasně zemřel.